# Labastide-sur-Bésorgues
Pour les articles homonymes, voir Labastide et Bésorgues.
Labastide-sur-Bésorgues est une commune française, située dans le département de l'Ardèche en région Auvergne-Rhône-Alpes.

## Géographie

### Situation
Labastide-sur-Bésorgues est une  petite commune de la montagne ardèchoise qui présente un aspect essentiellement rural, située à vol d'oiseau à 53 km au sud-ouest de Valence, 38 km au nord-ouest de Montélimar, 68 km au nord d'Alès, 15 km au nord-ouest d'Aubenas, 66 km au nord-est de Mende et 18 km au sud-est du Puy-en-Velay.
Une partie de la forêt domaniale des Volcans se trouve sur le territoire de Labastide-sur-Bésorgues, qui fait partie du parc naturel régional des Monts d'Ardèche.
Elle se trouve dans l'aire d'attraction d'Aubenas, ainsi que dans la zone d'emploi et dans le bassin de vie de cette ville.

### Communes limitrophes
Labastide-sur-Bésorgues est limitrophe de huit communes, toutes situées dans le département de l'Ardèche et réparties géographiquement de la manière suivante :

### Géologie et relief
La superficie de la commune est de 17,29 km2 ; son altitude varie de 556  à   1 403 mètres.

### Hydrographie

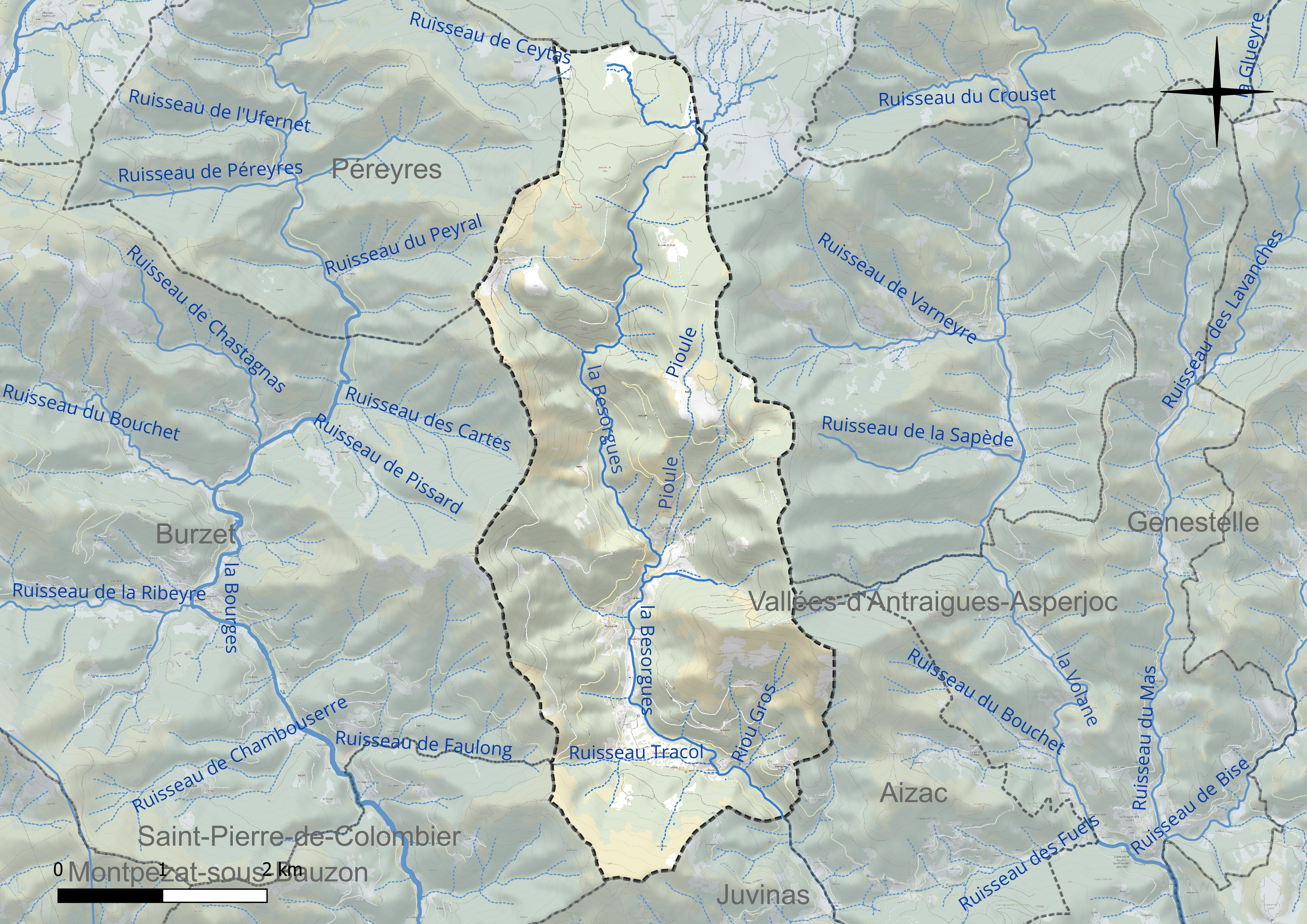
Carte hydrographique de la commune.

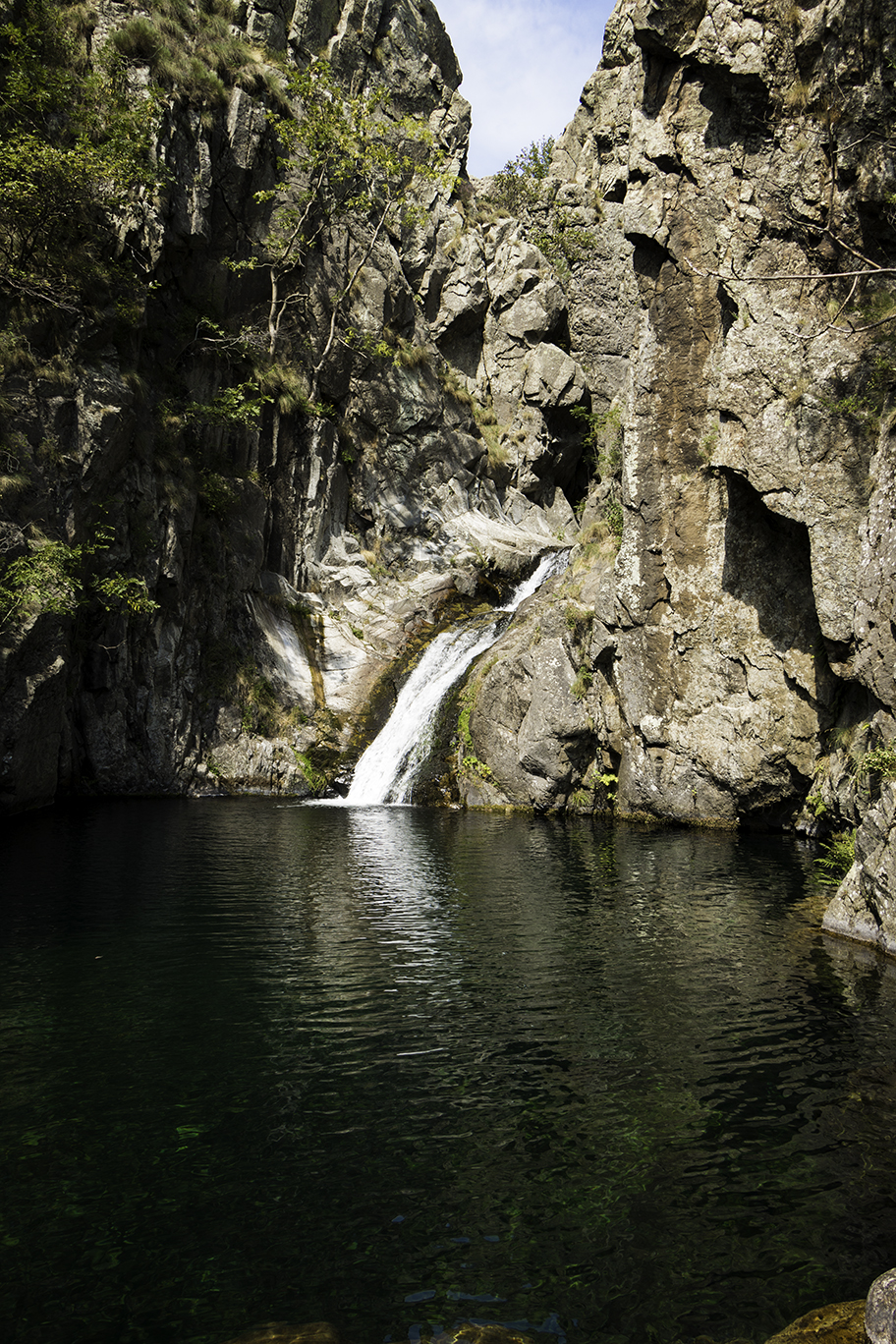
La Bésorgues.

Le territoire communal abrite la source de la rivière la Bézorgues, le principal affluent de la Volane. C'est donc un sous-affluent du Rhône par l'Ardèche.
La Besorgues, barrée par des coulées basaltiques, a façonné des sites remarquables et dégagé de belles falaises près du château.  Plusieurs bases et prestataires de canyoning proposent de découvrir ce sport à travers différents parcours.

### Climat
Pour des articles plus généraux, voir Climat d'Auvergne-Rhône-Alpes et Climat de l'Ardèche.
En 2010, le climat de la commune est de type climat méditerranéen franc, selon une étude du CNRS s'appuyant sur une série de données couvrant la période 1971-2000. En 2020, Météo-France publie une typologie des climats de la France métropolitaine dans laquelle la commune est exposée à un climat de montagne ou de marges de montagne et est dans la région climatique Sud-est du Massif Central, caractérisée par une pluviométrie annuelle de 1 000 à 1 500 mm, minimale en été, maximale en automne.
Pour la période 1971-2000, la température annuelle moyenne est de 10,2 °C, avec une amplitude thermique annuelle de 16,8 °C. Le cumul annuel moyen de précipitations est de 1 649 mm, avec 8,7 jours de précipitations en janvier et 5,4 jours en juillet. Pour la période 1991-2020, la température moyenne annuelle observée sur la station météorologique de Météo-France la plus proche, « Antraigues Sa », sur la commune de Vallées d'Antraigues - Asperjoc à 4 km à vol d'oiseau, est de 12,5 °C et le cumul annuel moyen de précipitations est de 1 556,3 mm,. Pour l'avenir, les paramètres climatiques de la commune estimés pour 2050 selon différents scénarios d'émission de gaz à effet de serre sont consultables sur un site dédié publié par Météo-France en novembre 2022.

## Urbanisme

### Typologie
Au 1er janvier 2024, Labastide-sur-Bésorgues est catégorisée commune rurale à habitat dispersé, selon la nouvelle grille communale de densité à 7 niveaux définie par l'Insee en 2022.
Elle est située hors unité urbaine. Par ailleurs la commune fait partie de l'aire d'attraction d'Aubenas, dont elle est une commune de la couronne,. Cette aire, qui regroupe 68 communes, est catégorisée dans les aires de 50 000 à moins de 200 000 habitants,.

### Occupation des sols

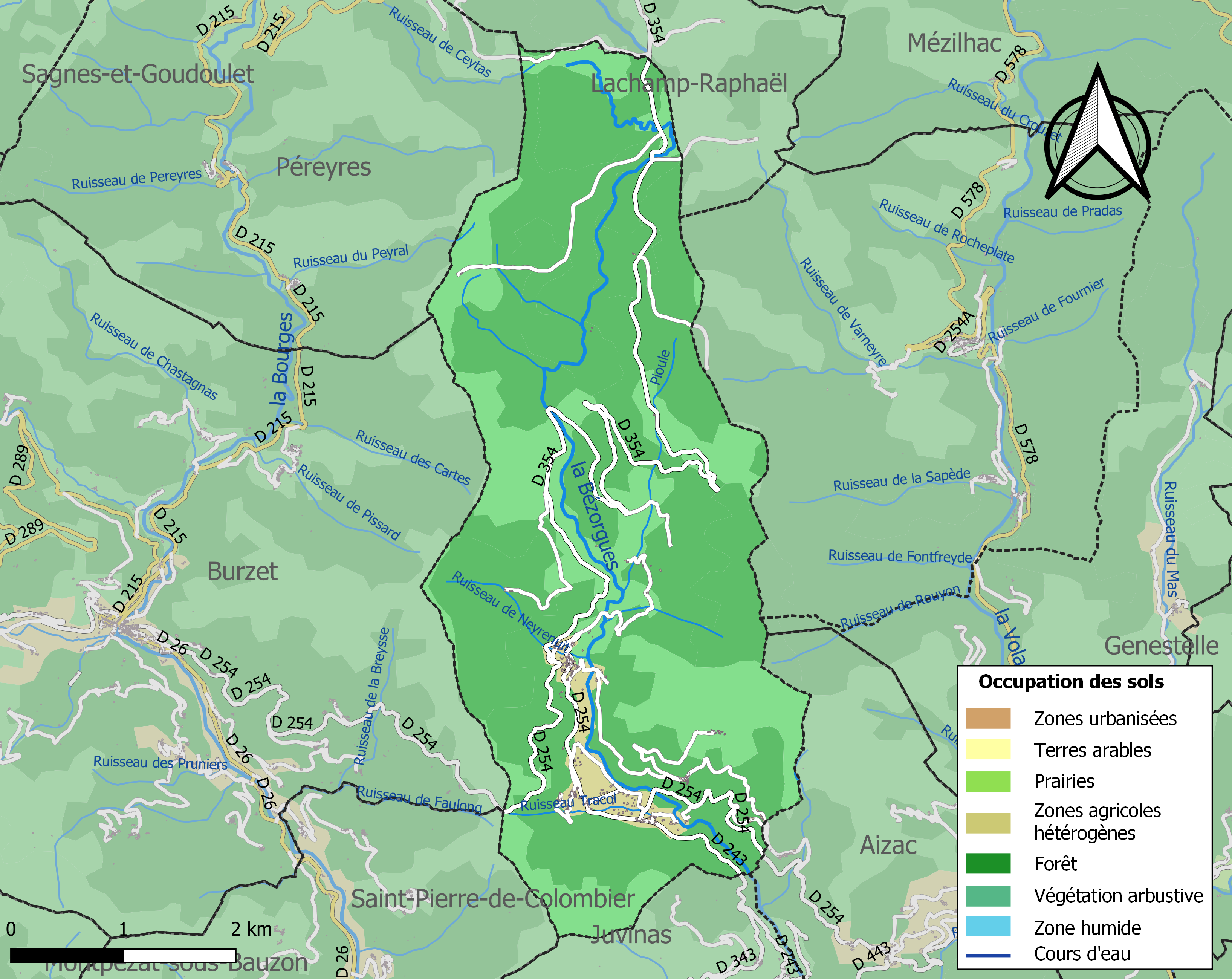
Carte des infrastructures et de l'occupation des sols de la commune en 2018 (CLC).

L'occupation des sols de la commune, telle qu'elle ressort de la base de données européenne d’occupation biophysique des sols Corine Land Cover (CLC), est marquée par l'importance des forêts et milieux semi-naturels (96,5 % en 2018), une proportion identique à celle de 1990 (96,5 %).
La répartition détaillée en 2018 est la suivante : forêts (68,1 %), milieux à végétation arbustive et/ou herbacée (28,4 %), zones agricoles hétérogènes (3,5 %).
L'évolution de l’occupation des sols de la commune et de ses infrastructures peut être observée sur les différentes représentations cartographiques du territoire : la carte de Cassini (XVIIIe siècle), la carte d'état-major (1820-1866) et les cartes ou photos aériennes de l'IGN pour la période actuelle (1950 à aujourd'hui).

### Lieux-dits, hameaux et écarts
La commune compte un hameau, Freyssenet.

### Habitat et logement
En 2021, le nombre total de logements dans la commune était de 261, alors qu'il était de 270 en 2016 et de 257 en 2011.
Parmi ces logements, 47,8 % étaient des résidences principales, 43,9 % des résidences secondaires et 8,3 % des logements vacants. Ces logements étaient pour 95,9 % d'entre eux des maisons individuelles et pour 3,3 % des appartements.
Le tableau ci-dessous présente la typologie des logements à Labastide-sur-Bésorgues en 2021 en comparaison avec celle de l'Ardèche et de la France entière. Une caractéristique marquante du parc de logements est ainsi une proportion de résidences secondaires et logements occasionnels (43,9 %) supérieure à celle du département (17,7 %) et à celle de la France entière (9,7 %).
| Typologie                                               | Labastide-sur-Bésorgues | Ardèche | France entière |
| ------------------------------------------------------- | ----------------------- | ------- | -------------- |
| Résidences principales (en %)                           | 47,8                    | 72,7    | 82,2           |
| Résidences secondaires et logements occasionnels (en %) | 43,9                    | 17,7    | 9,7            |
| Logements vacants (en %)                                | 8,3                     | 9,6     | 8,1            |

### Voies de communication et transports
Le territoire de la commune est essentiellement traversé par la route départementale 254 (RD254).

### Risques naturels et technologiques

#### Risques sismiques
L'ensemble du territoire de la commune de Labastide-sur-Bésorgues est situé en zone de sismicité no 2 dite faible (sur une échelle de 5), comme la plupart des communes situées sur le plateau et la montagne ardéchoise, mais non loin de limite de la zone de sismicité no 3, dite modérée, située plus à l'est et correspondant la vallée du Rhône.
| Type de zone | Niveau           | Définitions (bâtiment à risque normal) |
| ------------ | ---------------- | -------------------------------------- |
| Zone 2       | Sismicité faible | accélération = 1,1 m/s2                |

## Toponymie
Le nom de la commune a varié : Labastide-sur-Bésorgues à la Révolution, puis Labastide de 1845 à 1956, Labastide-de-Juvinas, du nom d'une localité voisine, puis à nouveau Labastide-sur-Bésorgues depuis 1991,.

## Histoire
Lors de la création des communes par la Révolution française, Labastide-sur-Bésorgues fait partie de celle de Juvinas. Elle est érigée en commune autonome par une loi du 9 juillet 1845.

## Politique et administration

### Rattachements administratifs et électoraux

#### Rattachements administratifs
La commune se trouve depuis 1845 dans l'arrondissement de Privas du département de l'Ardèche.
Elle faisait partie depuis 1793 du canton d'Antraigues-sur-Volane. Dans le cadre du redécoupage cantonal de 2014 en France, cette circonscription administrative territoriale a disparu, et le canton n'est plus qu'une circonscription électorale.

#### Rattachements électoraux
Pour les élections départementales, la commune fait partie depuis 2014 du canton d'Aubenas-1.
Pour l'élection des députés, elle fait partie de la troisième circonscription de l'Ardèche.

### Intercommunalité
Labastide-sur-Bésorgues était membre de la communauté de communes du Pays d'Aubenas-Vals, un établissement public de coopération intercommunale (EPCI) à fiscalité propre créé fin 1994 et auquel la commune avait transféré un certain nombre de ses compétences, dans les conditions déterminées par le code général des collectivités territoriales.
Dans le cadre des dispositions de la loi portant nouvelle organisation territoriale de la République du 7 août 2015, qui prévoit que les établissements publics de coopération intercommunale (EPCI) à fiscalité propre doivent avoir un minimum de 15 000 habitants, cette intercommunalité a fusionné avec sa voisine pour former, le 1er janvier 2017, la communauté de communes du Bassin d'Aubenas, dont est désormais membre la commune.

### Liste des maires
| Période                                  | Période                       | Identité       | Étiquette | Qualité                                                       |
| ---------------------------------------- | ----------------------------- | -------------- | --------- | ------------------------------------------------------------- |
| Les données manquantes sont à compléter. |                               |                |           |                                                               |
| 1993                                     | mars 2008                     | Daniel Gontier |           | Ancien directeur d'école                                      |
| mars 2008                                | 2020                          | Louis Buffet   | DVD       | Retraité Président de la CC du Bassin d'Aubenas (2017 → 2020) |
| juillet 2020                             | novembre 2022                 | Alain Delaygue |           | Cadre retraité du secteur bancaire Mort en fonction           |
| janvier 2023                             | En cours (au 16 janvier 2024) | Serge Caviggia |           | Cadre retraité                                                |

## Équipements et services publics

### Enseignement
La commune est rattachée à l'académie de Grenoble.
Les enfants de la commune sont scolarisés avec ceux d'Aizac dans le cadre d'un regroupement pédagogique intercommunal créé en 2003 à l’initiative des maires des deux communes. L'école maternelle est à Labastide-sur-Besogues et l'école primaire à Aizac.

## Population et société
Les habitants s'appellent des Bastidains ou Bastidaines.

### Démographie
L'évolution du nombre d'habitants est connue à travers les recensements de la population effectués dans la commune depuis 1846. Pour les communes de moins de 10 000 habitants, une enquête de recensement portant sur toute la population est réalisée tous les cinq ans, les populations de référence des années intermédiaires étant quant à elles estimées par interpolation ou extrapolation. Pour la commune, le premier recensement exhaustif entrant dans le cadre du nouveau dispositif a été réalisé en 2006.

En 2022, la commune comptait 282 habitants, en évolution de +8,05 % par rapport à 2016 (Ardèche : +2,48 %, France hors Mayotte : +2,11 %).
| 1846 | 1851 | 1856  | 1861  | 1866  | 1872  | 1876  | 1881  | 1886  |
| ---- | ---- | ----- | ----- | ----- | ----- | ----- | ----- | ----- |
| 778  | 818  | 1 034 | 1 092 | 1 018 | 1 059 | 1 052 | 1 002 | 1 036 |

| 1891 | 1896 | 1901 | 1906 | 1911 | 1921 | 1926 | 1931 | 1936 |
| ---- | ---- | ---- | ---- | ---- | ---- | ---- | ---- | ---- |
| 999  | 952  | 893  | 904  | 807  | 726  | 621  | 560  | 519  |

| 1946 | 1954 | 1962 | 1968 | 1975 | 1982 | 1990 | 1999 | 2006 |
| ---- | ---- | ---- | ---- | ---- | ---- | ---- | ---- | ---- |
| 468  | 380  | 327  | 248  | 189  | 183  | 192  | 176  | 217  |

| 2011 | 2016 | 2021 | 2022 | - | - | - | - | - |
| ---- | ---- | ---- | ---- | - | - | - | - | - |
| 251  | 261  | 271  | 282  | - | - | - | - | - |

### Médias
Deux organes de presse écrite sont distribués dans la commune :
- L'Hebdo de l'Ardèche

Il s'agit d'un journal hebdomadaire français basé à Valence et diffusé à Privas depuis 1999. Il couvre l'actualité pour tout le département de l'Ardèche.
- Le Dauphiné libéré

Il s'agit d'un journal quotidien de la presse écrite française régionale distribué dans la plupart des départements de l'ancienne région Rhône-Alpes, notamment l'Ardèche. La commune est située dans la zone d'édition d'Aubenas, de Privas et de la vallée du Rhône.

### Cultes
La communauté catholique et l'église paroissiale (propriété de la commune) sont rattachées à la paroisse Saint Roch en Pays de Vals qui, elle-même, dépend du diocèse de Viviers.

## Culture locale et patrimoine

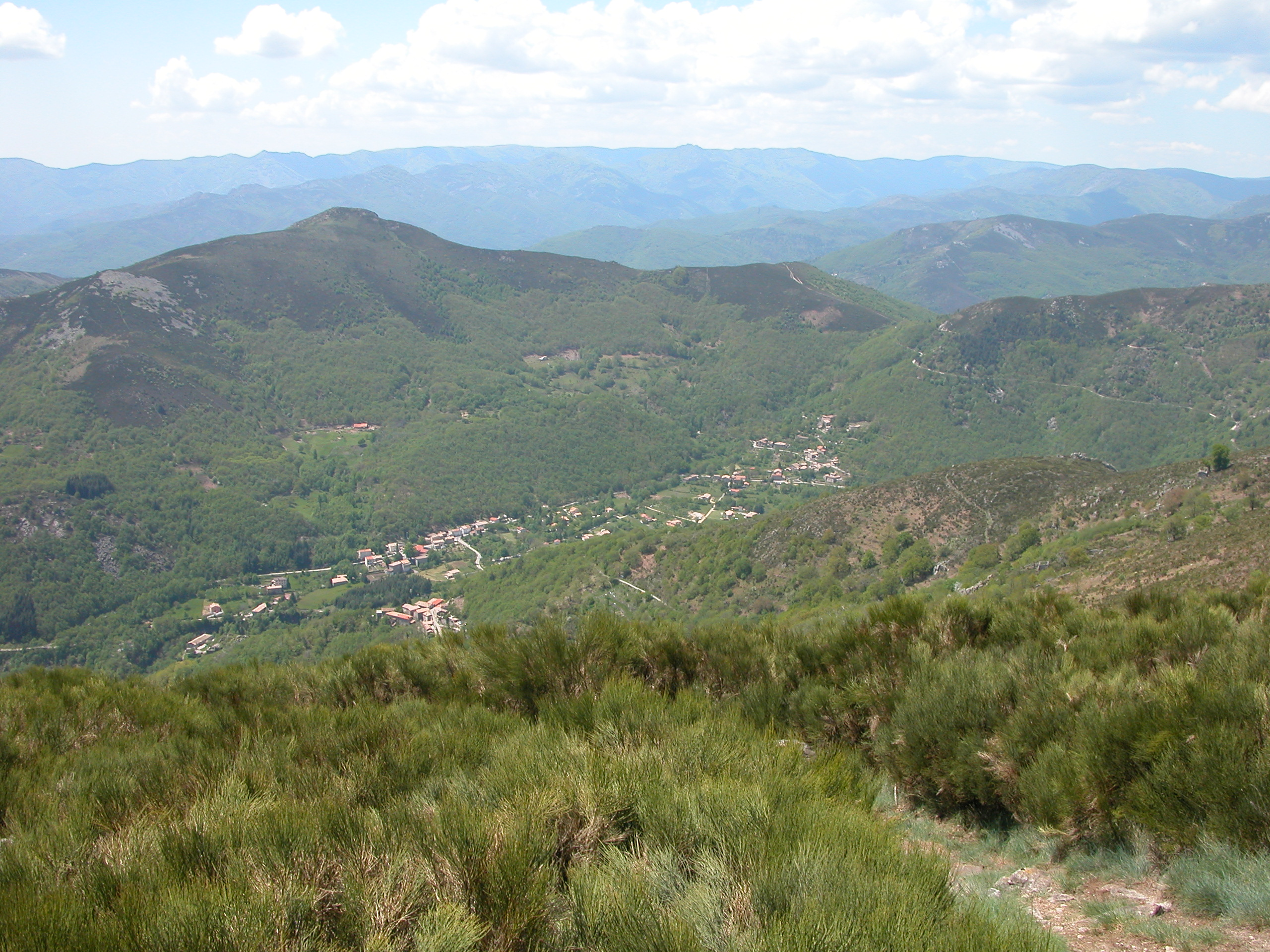
Paysage autour de Labastide-sur-Bésorgues et Moucheyres.

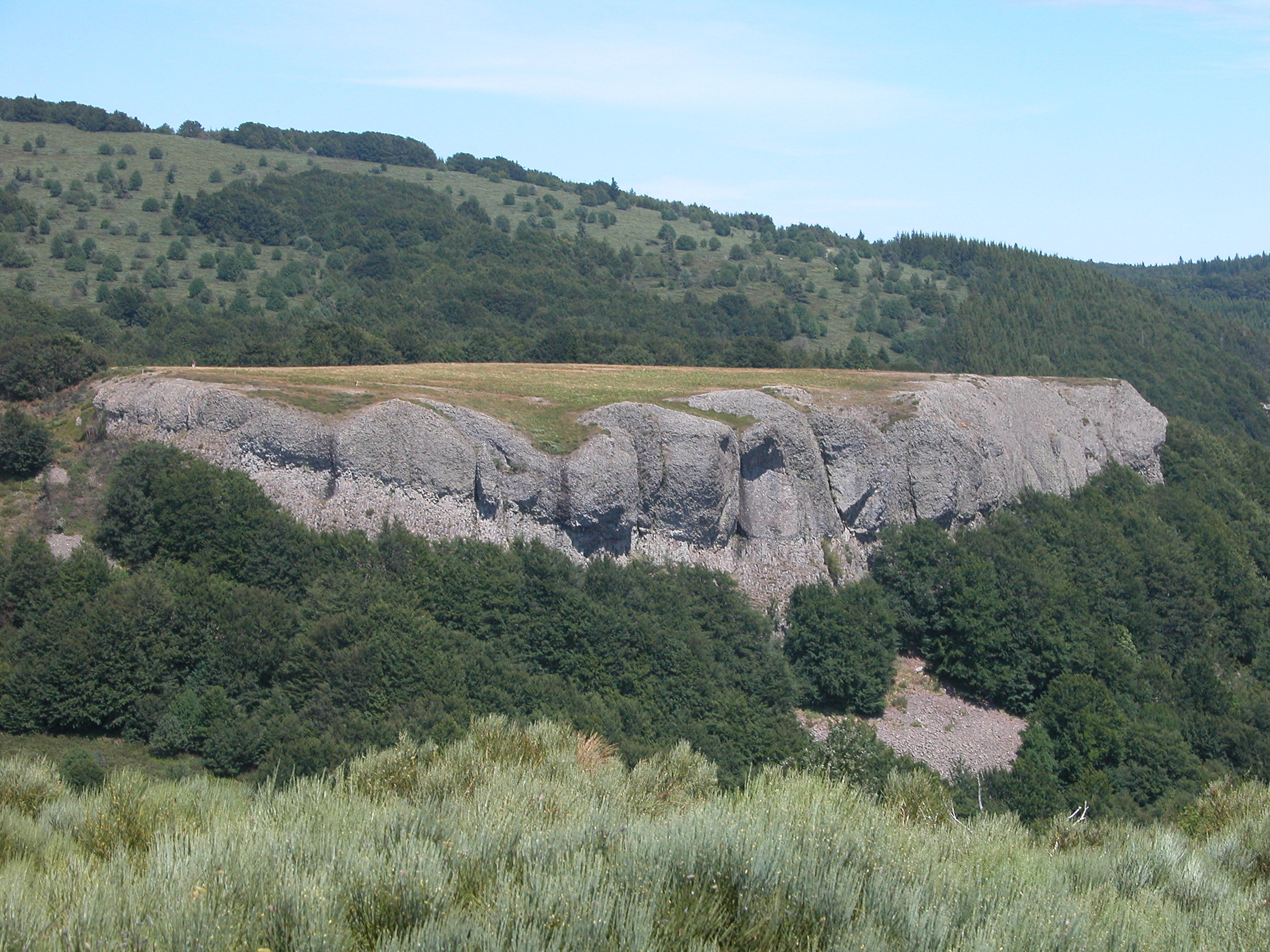
Paysages à Labastide-sur-Bésorgues.

### Lieux et monuments
- Église de l'Immaculée-Conception de Labastide-sur-Bésorgues
- L’ancien lac de lave du Ranc Ranier et le neck prismé du rocher du Cheylard sont des curiosités géologiques à ne pas manquer[3].
- Au hameau de Freyssenet, moulin, four et chapelle du XIXe siècle[3].
- Chemin de randonnée.

## Pour approfondir